# 禄劝工业园区管理委员会
禄劝工业园区管理委员会是中华人民共和国云南省昆明市禄劝彝族苗族自治县下辖的一个类似乡级单位。

## 行政区划
下辖以下地区：
工业园区虚拟社区。